# Béla Gy. Szabó
Béla Gy. Szabó  (n. 26 august 1905, Alba Iulia – d. 30 noiembrie 1985, Cluj) a fost un desenator, gravor, ilustrator de carte maghiar din Transilvania, România.

## Viața și opera
Béla Gy. Szabó, maestru emerit al artei, este unul dintre cei mai însemnați reprezentanți ai artei grafice contemporane din România. Cunoscutul grafician, care aparține grupului artiștilor plastici clujeni, are merite deosebite în înnoirea modalităților xilogravurii, precum și în domeniul desenului și picturii.
Gy. Szabó Béla s-a născut la 26 august 1905 la Alba Iulia într-o familie de lucrători feroviari. A urmat studii liceale în orașul natal, unde profesorul de desen Jenő Reithofer l-a inițiat și încurajat în practicarea desenului și picturii. Între anii 1923 și 1927 obține diploma de inginer mecanic la Politehnica din Budapesta, dar încă din această perioadă se simte puternic atras de lumea artei. În 1931-1933 este angajat la o întreprindere clujeană care fabrica motoare electrice, dar în curând este șomer, ca urmare a crizei economice. Începând din acest moment, își asigură existența exclusiv din activitatea artistică.
La prima sa expoziție, deschisă în iarna 1932-33, debutează în public cu desene în cărbune și cu pasteluri. În continuare xilogravura devine preocuparea sa constantă. Editează primul album de acest gen în 1935 sub titlul “Liber miserorum”, unde prezintă lumea oamenilor săraci și contradicțiile sociale observate în mediul său de viață. În perioada 1936-1939 studiază la Academia de Belle Arte din Budapesta, secția grafică, avându-l profesor pe renumitul grafician maghiar Varga Nándor Lajos. Între timp face călătorii de studiu în Italia, Grecia, Bulgaria și pe coasta dalmatică. Impresiile culese cu această ocazie se reflectă în următorul volum de xilogravuri, “Liber vagabundi”.
BÚÉK 1979
În anii celui de-al doilea război mondial, Gy. Szabó Béla realizează o serie de xilogravuri, pasteluri și desene în diferite localități din Transilvania și din pusta maghiară, precum și la București. După 1944 își reunește ultimele lucrări într-un volum intitulat “25 de xilogravuri”.
Activitatea sa artistică își primește deplina recunoaștere și apreciere în anii noștri. Începând din 1952 primește numeroase distincții și onoruri, cum ar fi Premiul de Stat, menite a răsplăti activitatea sa artistică bogată. Participă în repetate rânduri la Bienala de la Veneția și !a numeroase expoziții interne și internaționale. În anii 1956 și 1957 călătorește în China, culegându-și impresiile într-un nou volum, “Schițe de călătorie din China”. Organizează mai multe expoziții personale în străinătate, la Liege, Anvers, Bruxelles, Riga, Leningrad, Moscova, Viena, Budapesta și Ciudad de Mexico, unde lucrările sale de grafică sunt unanim recunoscute, îndeosebi ilustrațiile la Dante. Tot în sfera preocupărilor sale intră și genurile grafică de carte și ex-libris.
Activitatea artistului emerit Gy. Szabó Béla cuprinde peste 1.200 de xilogravuri, peste 1.000 de pasteluri și nenumărate desene executate în cărbune, creion și tuș, precum și picturi în ulei. Colecții mai însemnate din lucrările sale se găsesc la muzeele din București și Cluj, iar în străinătate în Austria, Ungaria, Belgia, U.R.S.S. și Mexic.

## Distincții
- Ordinul Muncii clasa a III-a (9 iunie 1954) „pentru merite deosebite în domeniul artelor plastice”[6]
- titlul de Maestru emerit al artei din Republica Populară Romînă (15 mai 1957) „pentru merite deosebite în activitatea artistică, pedagogică, precum și în munca din alte domenii ale culturii”[7]
- Ordinul „Meritul Cultural” clasa a IV-a (25 decembrie 1967) „pentru merite deosebite în opera de construire a socialismului, cu prilejul celei de-a XX-a aniversări a proclamării Republicii”[8]
- Ordinul „Meritul Cultural” clasa a III-a (1968) „pentru activitate deosebită în domeniul artelor plastice”[9]

## Expoziții
A expus la:
- Antwerpen: 1958
- Arad: 1970
- Viena: 1969
- Brașov: 1962, 1965, 1975
- Brugge: 1972
- Bruxelles: 1957, 1959
- Budapesta: 1948, 1965, 1966, 1971, 1974
- București: 1954
- Ciudad de Mexico: 1960, 1973
- Craiova: 1961
- Miercurea Ciuc: 1964, 1965
- Debrețin: 1965, 1969, 1972
- Genova: 1965
- Hannover: 1980
- Cluj: 1934, 1937, 1940, 1942, 1960, 1961, 1965, 1969, 1970, 1975, 1976,1978
- Liege: 1956, 1959, 1966
- Louvain: 1964
- Târgu Mureș: 1954, 1967, 1972
- Moscova: 1959
- Baia Mare: 1961
- Oradea: 1961, 1962, 1966
- New York: 1959, 1976
- Ottawa: 1978
- Pittsburgh: 1977
- Portland: 1967
- Riga: 1959
- Rochester: 1977
- Sfântu Gheorghe: 1962, 1965, 1973
- Satu Mare: 1961, 1966, 1979
- Székesfehérvár: 1975
- Toronto: 1978
- Leningrad: 1959
- Leyden: 1952